# 岩手県立釜石高等学校
岩手県立釜石高等学校（いわてけんりつかまいしこうとうがっこう）は、岩手県釜石市にある県立高等学校である。通称：「釜高」。

## 概要
2008年（平成20年）に岩手県立釜石南高等学校と岩手県立釜石北高等学校が統合したことで設置された岩手県立の公立高等学校である。
釜石市域の旧制高等女学校・中学校を始まりとする学校である。1949年（昭和24年）から1962年（昭和37年）まで同名の学校として存在しており、同校名としては2代目となる。釜石南高時代の校歌はその名残で釜石高校の歌詞のままであった。

## 統合前の所在地
- 岩手県立釜石南高等学校時代
  - 釜石市甲子町10-614-1
- 岩手県立釜石北高等学校時代
  - 釜石市鵜住居町8-13

## アクセス
- JR釜石線・三陸鉄道リアス線 釜石駅より岩手県交通バスを利用。
  - ｢大橋｣行
  - ｢上大畑｣行
    - 以上の路線に乗車し、｢釜石高校前｣停留所下車。徒歩で約3分。
- JR釜石線 松倉駅より徒歩で約10分。

## 沿革
旧制・岩手県立釜石高等女学校
- 1914年 - 釜石町立釜石女子職業補習学校を釜石小学校内に設置。
- 1920年 - 釜石町立釜石実科高等女学校設立認可、釜石小学校に併設。
- 1935年 - 独立校舎新築落成、移転。
- 1937年 - 市制施行のため、釜石市立釜石実科高等女学校と改称。
- 1939年 - 釜石市立釜石高等女学校と改称。
- 1943年 - 岩手県立釜石高等女学校と改称。
- 1948年 - 学制改革により、新制高等学校となり岩手県立釜石第二高等学校と改称。

旧制・釜石市立陸東中学校
- 1925年 - 渡邊潅水、釜石町宝樹寺内に魂まつり会夜学校開設。
- 1926年4月 - 私立釜石青年夜間学校開設。同年7月、設立認可。
- 1927年 - 私立釜石夜間中学校と改称。
- 1931年 - 石応寺住職瀬川午朗に設立者変更、同寺境内に学舎設置。
- 1936年 - 釜石町に移管、釜石町立釜石夜間中学校と改称、釜石商業学校に併設。
- 1937年 - 市制施行のため、釜石市立釜石夜間中学校と名称変更。
- 1944年 - 釜石市立釜石夜間中学校廃止認可、釜石市立陸東中学校設置認可、同時に専検指定を受ける。
- 1948年 - 学制改革によ釜石市立陸東中学校廃校、岩手県立釜石第一高等学校夜間部へ移行。

旧制・岩手県立釜石中学校
- 1940年 - 岩手県立釜石中学校設立認可。
- 1941年 - 仮校舎（旧・釜石市役所庁舎）において開校式並びに入学式挙行。
- 1943年 - 新校舎落成、移転。
- 1948年4月 - 学制改革により新制高等学校となり、岩手県立釜石第一高等学校と改称。定時制課程を併設、唐丹、鵜住居にそれぞれ分校を置く。

岩手県立釜石高等学校（初代）
- 1949年4月 - 釜石第一高等学校、釜石第二高等学校、釜石商業高等学校（旧制・釜石商業学校）の3校統合により、岩手県立釜石高等学校と改称。3校舎を利用し、普通部、商業部、定時制を置く。
  - 統合時点で唐丹分校、鵜住居分校を管理下に置く。
- 1950年 - 商業部を分離し、岩手県立尾崎高等学校に移管。
- 1951年 - 大松分室の開設式挙行。唐丹分校独立校舎落成に付き、移転。
- 1953年 - 岩手県立釜石高等学校校旗樹立式挙行。
- 1956年 - 大松分室昇格し、大松分校と改称。
- 1961年 - 唐丹分校独立校舎新築落成。
- 1963年 - 校舎移転新築のため釜石市松倉において地鎮祭、起工式挙行。

岩手県立釜石南高等学校
- 1962年 - 岩手県立釜石南高等学校と改称、鵜住居分校を岩手県立釜石北高等学校に移管。
- 1963年 - 新校舎新築落成。
- 1965年 - 開校記念日を7月3日と制定、創立47周年記念式典挙行。
- 1968年 - 創立50周年記念式典並びに記念館落成式挙行。
- 1969年 - 全日制課程に理数科設置。
- 1974年 - 定時制課程唐丹分閉校。
- 1982年 - 釜石総合高等職業訓練校と技能連携教育開始（定時制）。
- 1988年 - 創立70周年記念式典挙行。
- 1993年 - 釜石総合高等職業訓練校との技能連携教育廃止。
- 1994年 - 創立80周年記念式典、記念碑除幕式挙行。
- 1996年 - 野球部、第68回選抜高等学校野球大会に東北地区代表校となるも一回戦敗退。
- 2008年 - 岩手県立釜石北高等学校と統合。

岩手県立釜石北高等学校
- 1963年 - 岩手県立釜石高等学校より独立、岩手県立釜石高等学校鵜住居分校から岩手県立釜石北高等学校に改称。普通科を設置。
- 2007年 - 募集停止。
- 2008年 - 岩手県立釜石南高等学校と統合。3月20日に閉校式典挙行。

岩手県立釜石高等学校（2代目）
- 2008年（平成20年） - 岩手県立釜石北高等学校と岩手県立釜石南高等学校の統合により開校。
- 2012年（平成24年） - スーパーサイエンスハイスクールに指定される。期間は2016年（平成28年）まで。
- 2014年（平成26年） - 創立100周年を迎える。

## 部活動
運動部
- 硬式野球部（男子）

1996年春、2016年春の2回出場している。
| 出場年   | 対戦相手 | スコア | 備考       |
| -------- | -------- | ------ | ---------- |
| 1996年春 | 米子東   | 7-9●   | 釜石南時代 |
| 2016年春 | 小豆島   | 2-1○   | 21世紀枠   |
| 〃       | 滋賀学園 | 1-9●   | 〃         |

- 陸上競技部（男女）
- 空手道部（男女）
- バスケットボール部（男女）
- バレーボール部（男女）
- 卓球部（男女）
- ソフトテニス部（男女）
- サッカー部（男女）
- ラグビー部（男子）
- 水泳部（男女）
- バドミントン部（男女）
- ボクシング部（男女）
- ソフトボール（女子）
- 剣道部（男女）
- 弓道部（男女）

文化部
- 自然科学部 （男女）
- 美術部（男女）
- 音楽部（男女）
- 準道部 （男女）
- 吹奏楽部（男女）
- 曲若将棋部（男女）

## 著名な出身者
岩手県立釜石南高等学校
- 三浦俊也 - サッカー指導者
- 大滝詠一 - 歌手（奥州市江刺出身）
- あんべ光俊 - 歌手
- 大久保隆規 - 政治家、国会議員秘書
- 佐野よりこ - 民謡歌手、ラジオパーソナリティ、リポーター、司会者
- 山口ともみ - 元演歌歌手（それ以前の芸名「山崎友美→山崎ともみ」）
- 佐藤ひろ美 - 会社社長（元歌手）
- 阿部由記子 - 柔道家
- 若竹千佐子 - 作家
- 小野共 - 釜石市長
- 三笠杉彦 - 実業家、元福岡ソフトバンクホークスGM、ソフトバンク社長

岩手県立釜石高等学校（2代目）
- 平野恵里子 - 女子ラグビー選手
- 小山怜央（将棋棋士）[1]